# Sojoez T-10-1
Sojoez T-10-1 (ook: Sojoez T-10A) was een Russische bemande ruimtemissie uit 1983. Doel van deze vlucht was een koppeling uitvoeren met ruimtestation Saljoet 7. Deze lancering mislukte compleet: de raket ontplofte op het lanceerplatform. De bemanning kwam met de schrik vrij, omdat de ontsnappingstoren hen tijdig wegschoot.

## Bemanning
De tweekoppige bemanning bestond uit gezagvoerder Vladimir Titov en boordwerktuigkundige Gennadi Strekalov. Beide kosmonauten wisten wat ze aan elkaar hadden. Zij maakten reeds eerder een gezamenlijke vlucht aan boord van Sojoez T-8. Voor Titov was dit zijn tweede vlucht, Strekalov onderging zijn ruimtedoop met Sojoez T-3. Deze lancering zou iedereen die 26 september 1983 aanwezig was op kosmodroom Bajkonoer nog lang heugen.

## Lanceerplatform verandert in vuurzee
Alle voorbereidingen voor de start verlopen in eerste instantie voorspoedig; anderhalve minuut voor de start loopt het mis. Een ventiel vertoont storing tijdens het aftanken en weigert te sluiten. Hierdoor loopt kerosine over het platform die ontbrandt. Het automatische systeem om de ontsnappingstoren te activeren functioneert niet, want de kabels zijn al doorgebrand. De bemanning probeert op handbediening de ontsnappingsraket te ontsteken; ook dit weigert echter dienst. Titov merkt abnormaal heftige trillingen op. Als de bemanning een blik uit de patrijspoorten werpt, neemt ze zwarte rook en gele vlammen waar. Het vuur verspreidt zich snel en verandert het platform rond de raket (met 180 ton brandstof) in een vlammenzee. De lanceerraket staat nu 20° uit het lood. De vluchtleiding speelt haar laatste troefkaart uit. Twee vluchtleiders, in aparte kamers, drukken praktisch gelijktijdig op een knop. Dit zendt een radiosignaal naar het ontsnappingssysteem. Deze poging slaagt wél. Sojoez T-10-1 activeert zijn ontsnappingstoren. En al het noeste werk, dat in 1968 een aanvang nam om een betrouwbaardere ontsnappingsraket te construeren, wierp op die herfstdag in 1983 zijn vruchten af. 

## Weggeschoten
Explosieve bouten springen en verbreken de verbinding tussen het (onderste) motorcompartiment en de rest van de Sojoez. Steekvlammen schieten uit de uitlaatpijpen van de ontsnappingsraket. De raket rukt het (bovenste) werkcompartiment en afdaalcapsule los van de draagraket en schiet de lucht in. Het ding doet waar het voor gebouwd is: zo snel mogelijk de bemanning in veiligheid brengen. Het herontwerp van de ontsnappingstoren voorziet in een extra raketmotor, om de bemanning hoger weg te schieten in geval van brand op het lanceerplatform. Ook houdt het nieuwe ontwerp rekening met de windrichting om een optimaal vliegtraject mogelijk te maken.
Ze zijn niets te vroeg weg. Enige ogenblikken na hun ontsnapping kijken officials verbijsterd toe, als het nachtelijk inferno uitmondt in een enorme explosie. De ontploffing richt een enorme ravage aan. De capsule wordt op kilometers afstand door de schokgolf heen en weer geschud. Zelfs het personeel in ondergrondse bunkers voelt de kracht van de explosie. Op een hoogte van 650 m maakt de capsule zich los van werkcompartiment en ontsnappingstoren, werpt het hitteschild af en schiet zijn remparachute uit. Technische verbeteringen maakten een minder betrouwbare noodparachute bij Sojoez T niet langer noodzakelijk. Door het afwerpen van het hitteschild komen de landingsraketten vrij, die de klap bij het neerkomen enigszins opvangen. De vlucht van Sojoez T-10-1 eindigt na 5 minuten en 13 seconden op vier kilometer afstand van het platform. Titov en Strekalov komen vrij hard neer, maar houden (afgezien van een fiks aantal blauwe plekken) niets aan het voorval over. De bergingsploeg trekt hen haastig uit de capsule, maar de kosmonauten blijken ongedeerd en slaan een glas wodka achterover. Intussen nemen ze de ravage op het platform in ogenschouw. De brand duurde 20 uur.

## Nasleep
Enige jaren later, op 30 mei 1987, gaf Titov een interview aan de krant Krasnaya Zvezda (Rode Ster). Hij zei onder andere: "...Men vroeg ons vaak of het angstaanjagend was. Ik weet niet wat ik moet zeggen. Ik dacht er niet aan. Dat is de waarheid !...". In datzelfde jaar berichtte Vladimir Sjatalov, hoofd van het Kosmonauten Trainingscentrum, aan welke versnellingen de bemanning daadwerkelijk blootstond. Waarnemers in het Westen gingen in eerste instantie slechts uit van 8 à 10 g, maar dit bleek onjuist. Titov en Strekalov ondergingen gedurende vijf seconden een versnelling van 14 à 17 g. 
Enkele dagen na de beoogde lanceerdatum berichtte het Amerikaanse NPIC (National Photographic Interpretation Center), belast met het analyseren van verkenningsfoto's door spionagesatellieten, dat de lanceerraket die men enige dagen daarvoor op het platform opmerkte niet langer meer aanwezig was. Maar dit keer scheen er meer aan de hand te zijn op Tjoeratam: "...lanceerplatform en directe omgeving zijn zwartgeblakerd. Talloze wrakstukken liggen over het hele gebied verspreid. Een bergingslocatie voor een (waarschijnlijk Sojoez) ruimtevaartuig bevindt zich op circa twee zeemijlen van platform A1....". De spionagesatelliet vloog vrij snel na de ramp over, want hij nam tevens vier helikopters, een bus en een bergingsvoertuig waar. Toentertijd namen Amerikaanse spionagesatellieten gemiddeld een of tweemaal per dag een kijkje op de Russische lanceerbasis vanuit een lage baan. Anderen in een hogere baan dienden om de Sovjets af te luisteren; een toename in het radioverkeer duidde meestal op een aanstaande lancering. Maar hoogstwaarschijnlijk namen de Verenigde Staten nota van de gebeurtenissen op Bajkonoer middels het DSP (Air Defense Support Program). Deze satellieten bevonden zich in een geosynchrone baan en waren uitgerust met infrarood-detectoren om ICBM's tijdig op te sporen. Zij namen ongetwijfeld de explosie op de grond waar.  
De Unie van Socialistische Sovjetrepublieken hield echter de kaken stijf op elkaar over het gebeurde. Daarom besloten de Amerikanen het zelf aan de grote klok te hangen. Ze publiceerden echter geen foto's, want tijdens de Koude Oorlog ging de VS niet in discussie over hun spionagesatellieten, laat staan dat ze opnamen hiervan publiceerden. De Russen hoefden niet te weten hoe gedetailleerd die eruitzagen. Hierop werden de tongen in het Oostblok wat losser, maar veel verder dan toegeven dat zich een probleem tijdens lancering had voorgedaan kwam men niet. Pas na het einde van de Koude Oorlog gaven de Russen meer informatie en beelden vrij, van wat zich die avond op Bajkonoer afspeelde.

## Alsnog omhoog alsSojoez T-15
Wie dacht dat de Russen hun afdaalcapsule nu naar de sloop stuurden, zat er deerlijk naast. De capsule werd gereviseerd en ging alsnog omhoog als Sojoez T-15. Zowel Titov als Strekalov maakten hierna nog drie ruimtevluchten.
1 ·
2 ·
3 ·
4 ·
5 ·
6 ·
7 ·
8 ·
9 ·
10 ·
11 ·
12 ·
13 ·
14 ·
15 ·
16 ·
17 ·
18A ·
18 ·
19 ·
20 ·
21 ·
22 ·
23 ·
24 ·
25 ·
26 ·
27 ·
28 ·
29 ·
30 ·
31 ·
32 ·
33 ·
34 · 
35 ·
36 ·
37 ·
38 ·
39 ·
40

T-1 ·  
T-2 ·
T-3 ·
T-4 ·
T-5 · 
T-6 ·
T-7 · 
T-8 ·
T-9 · 
T-10-1 ·
T-10 · 
T-11 ·
T-12 · 
T-13 ·
T-14 · 
T-15